# 和蝋燭

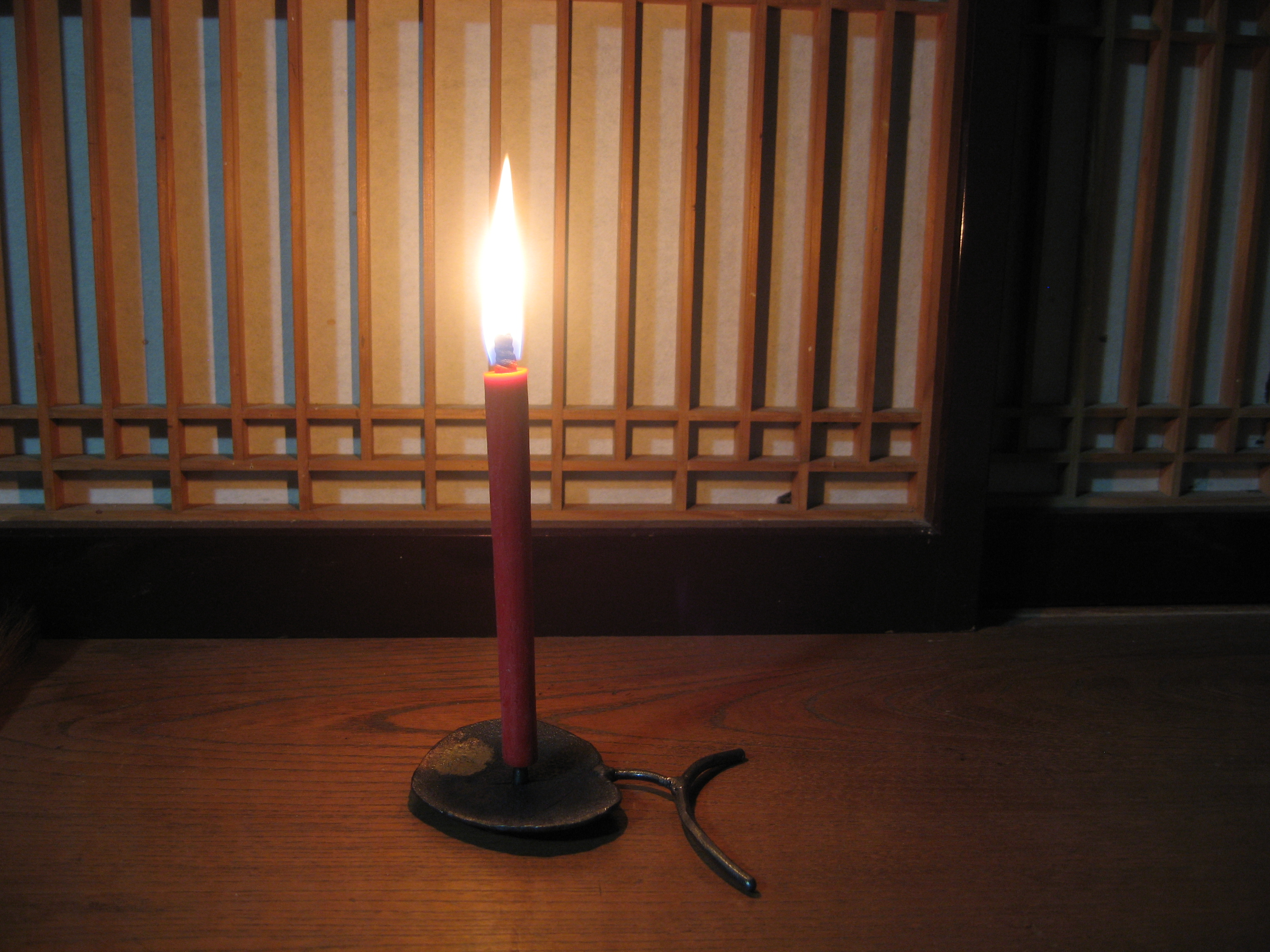
赤い和蝋燭と燭台

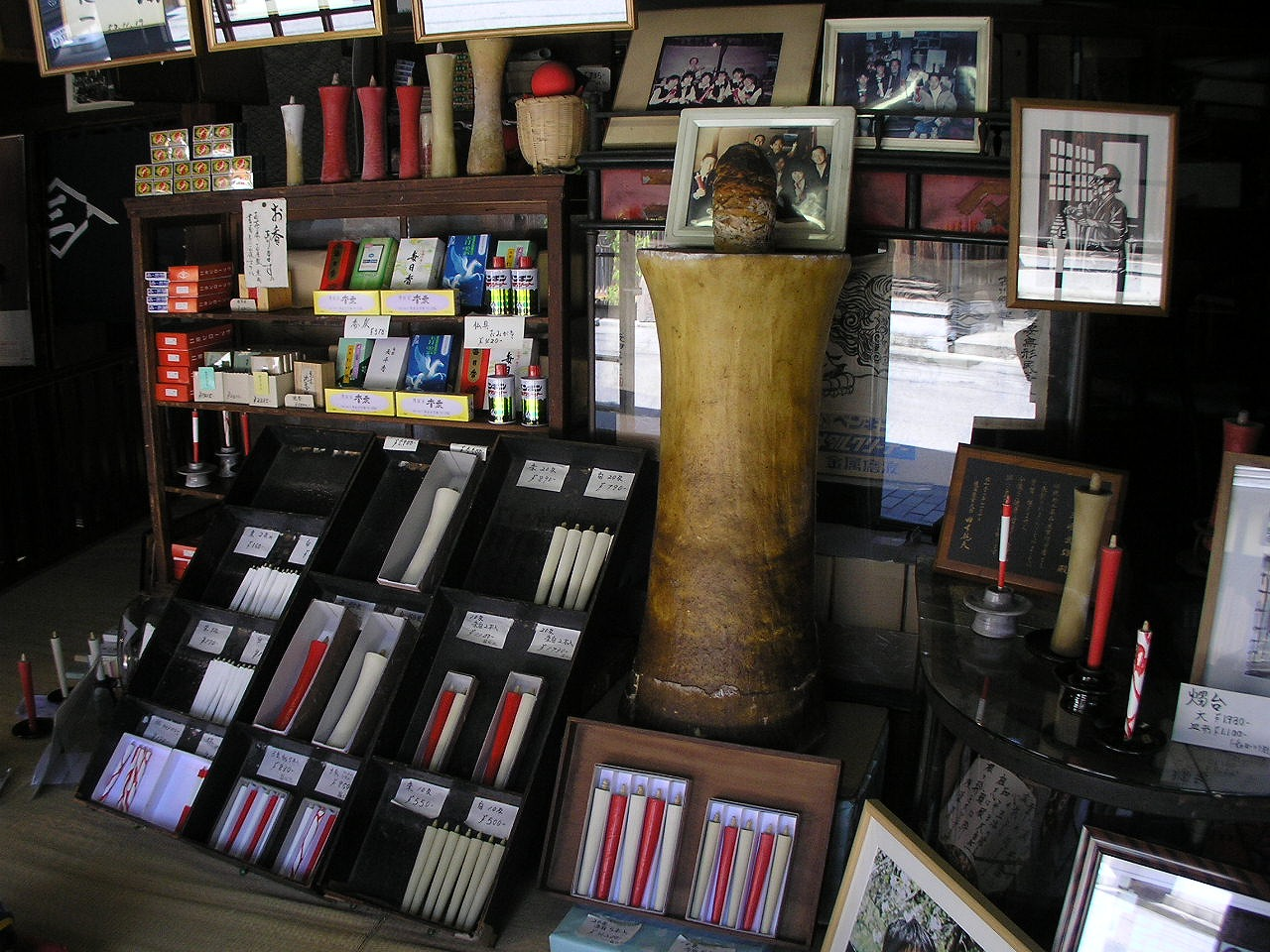
和蝋燭

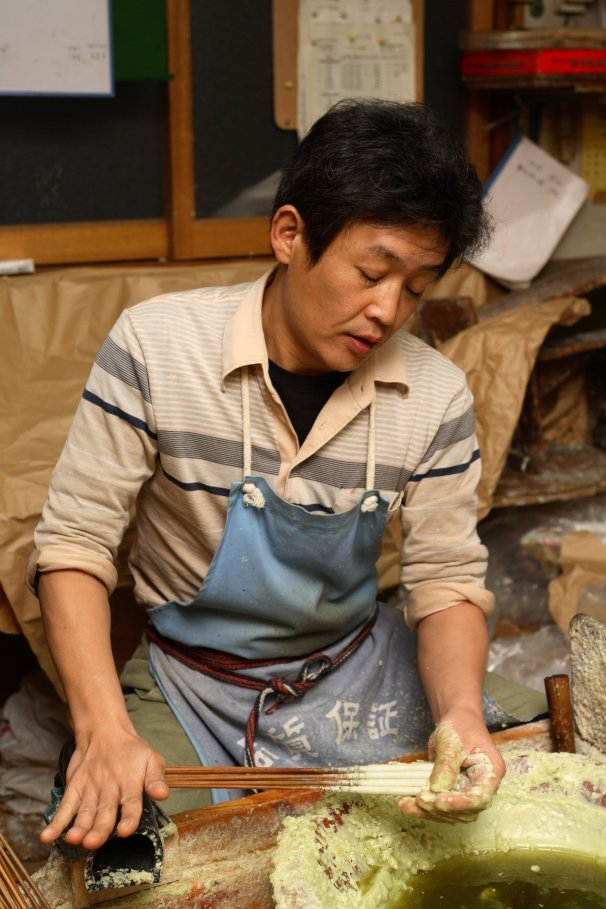
和蝋燭の製作風景

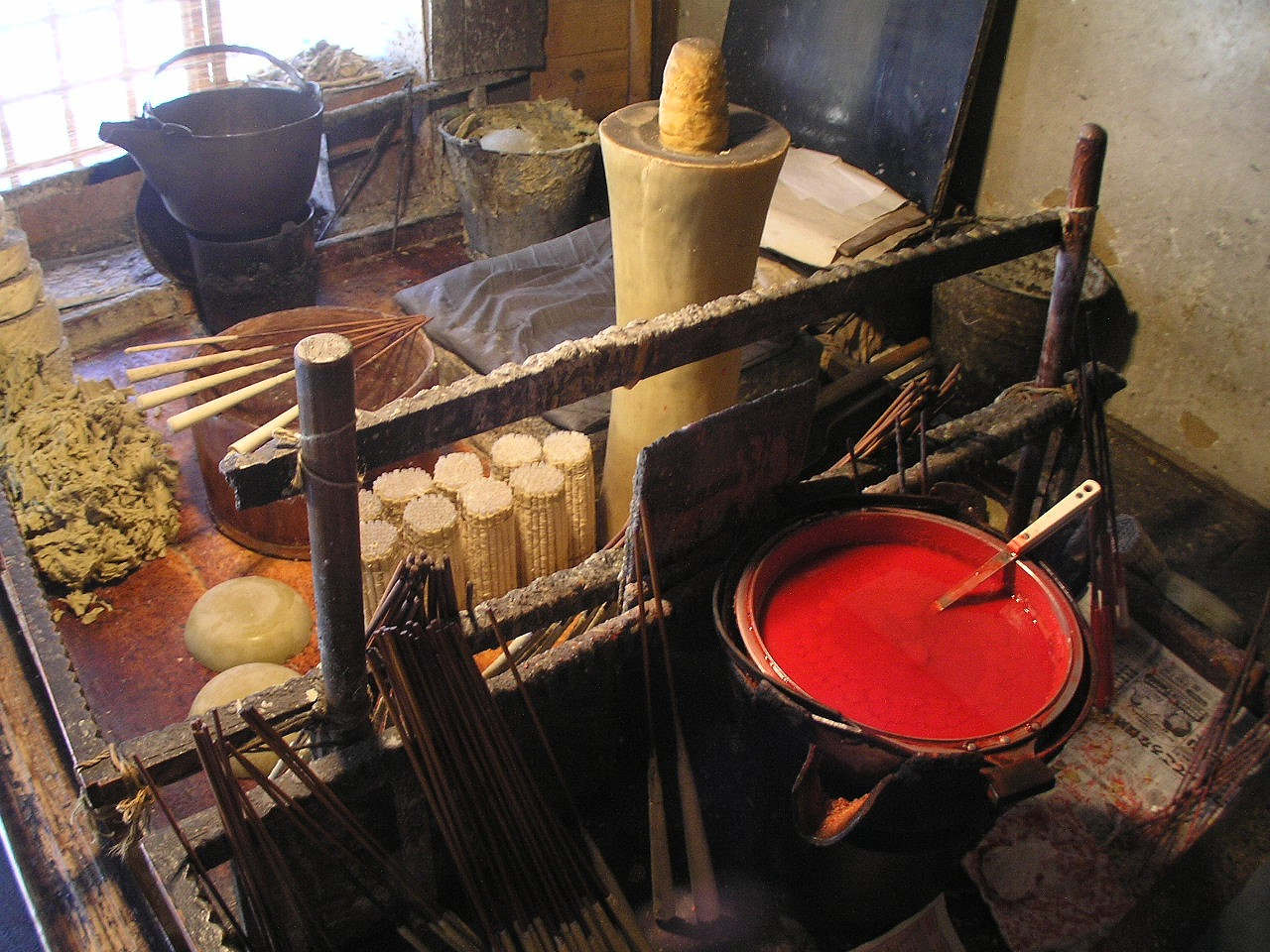
和蝋燭製作作業場

和蝋燭（わろうそく Japanese candle）は、灯具である蝋燭の一種。櫨（ハゼ）の実から搾り取った木蝋（もくろう Japan wax）を加熱して熔かしたものを、和紙および灯芯草の髄から作った芯（灯心）の周りに手でかけ、乾燥させてを繰り返して作る。

## 特徴
ろうそくは原料と成型方法に大きな違いがあることから「洋蝋燭」と「和蝋燭」に大別される。

### 原料
洋蝋燭は古代エジプトなどで使われていた蜜蝋を原料にしたもので、その後、鯨油や魚油などの動物性油脂を原料とし、さらに現代では綿糸を芯にして重油を精製したパラフィンなどの原料を型に流し込んで成形したものである。一方、和蝋燭は灯芯（イグサ科の植物からとる灯芯）と和紙を芯にして、ハゼノキからとる木蝋を塗り重ねて作られるもので純粋に植物性の製品である。
ただし、「和蝋燭」として販売されているものの中には植物性以外の原料を使用しているものもあり、従来の木蝋代替品によるものは凝固点が高いために生掛けの作業ができず、型による流し込み製造しかできなかった。そのため脂肪酸グリセライドと酸化ワックスによる合成蝋が開発され、生掛けの作業によって伝統的な製法に近づけた製品もある。

### 成型
伝統的な和蝋燭は、木や竹の串に芯となる和紙をかぶせ、それに灯芯草をらせんに巻き付けてから真綿でくるむ（芯巻作業）。これに木蝋を塗って乾燥させる作業を繰り返し、最終的に木串（竹串）を抜くと中が空洞の構造になる。
ただし、現代では型に原料を流して作る「型和ろうそく」のほうが主流になっており、伝統的な製法の和蝋燭を作っている業者は少なくなっている。

### 灯火
和蝋燭の芯は中が空洞になっており、蝋燭の中を空気が流れるため、和蝋燭には炎の揺らぎがある。マイケル・ファラデーの『ロウソクの科学』では、和蝋燭の芯の換気構造をファラデーが驚きを持って聴衆に語るエピソードがある。
炎の温度は、洋蝋燭は約1100℃～1530℃、和蝋燭は約940℃～1500℃で和蝋燭のほうが低い。しかし、炎の大きさ（炎の体積）は和蝋燭のほうが大きいため、和蝋燭のほうが照度は2～3倍明るい。
和蝋燭は製造に時間がかかりコストは高いが、風が吹いても消えにくく、芯が蝋を吸い上げるスピードが速いため蝋垂れや油煙も少ないなど高い機能性を持つ。メーカーにもよるが、一般的に15cmより大きなサイズの和蝋燭になると芯も太くなるため、灯したときに芯が燃え切らず炭化して残ってしまうことがある。そのため、専用の道具を用いて炭化した芯をちぎる「芯切り」を行うことで、芯の長さを調節し火を整えている。

## 種類

### 白蝋燭と朱蝋燭
和蝋燭には緑がかっている白蝋燭と上塗り後に朱（木ロウを天日に当て乾燥させた白ロウに朱の染料を混ぜたもの）をかけた朱蝋燭がある。

### 絵蝋燭
和蝋燭の側面に絵を描く『絵ろうそく』の文化がある。その理由として、和蝋燭は仏壇に置く風習があり、仏壇には花を飾るが、和蝋燭に花の絵を描くことで、花が枯れたりなくなっても、和蝋燭の花柄の絵で代用ができるという意味がある。福島県では伝統工芸品に指定されている。

## 歴史
和蝋燭は、1375年頃の『太平記』の記述に出てくる。その頃に作り始められたと思われる。
1700年代から生産が活発になった広島藩内では、1780年（安永9年）に他国へ売りさばいた商品として蝋燭800貫、生蝋4200貫が記録に残されている。
産地としては、山形県鶴岡市・酒田市、福島県会津若松市、新潟県新潟市、石川県七尾市、滋賀県高島市、福井県福井市、愛知県岡崎市、兵庫県西宮市、京都府京都市、愛媛県内子町、埼玉県川越、岐阜県高山・飛騨、愛知県名古屋、熊本県熊本、長崎県島原などが上げられる。
2016年に三重県志摩市で開催された第42回先進国首脳会議（伊勢志摩サミット）で、各国首脳への贈答品として「カキツバタ」の絵が描かれた和蝋燭が贈られた。

## 産地
- 内子和蝋燭（愛媛県伝統的特産品）
- 近江和蝋燭（滋賀県伝統的工芸品）
- 越前和蝋燭（福井県指定郷土工芸品）
- 七尾和蝋燭
- 三州岡崎和蝋燭
- 会津絵蝋燭 （福島県伝統的工芸品）
- 越後和蝋燭
- 庄内絵蝋燭